# Clappersgate
Clappersgate – wieś w Anglii, w Kumbrii, w dystrykcie (unitary authority) Westmorland and Furness. Leży 52 km na południe od miasta Carlisle i 376 km na północny zachód od Londynu.